# 大謝爾山

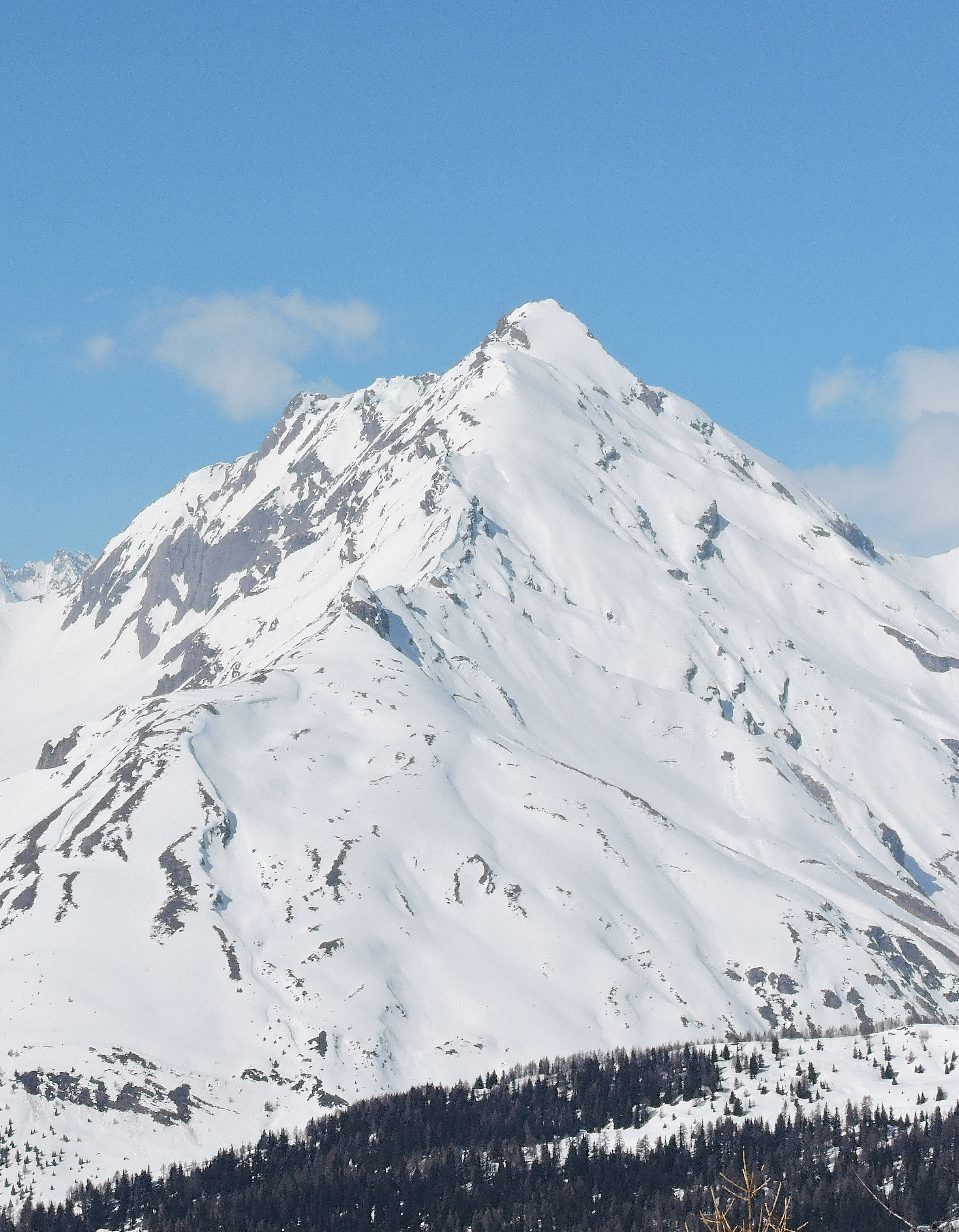

45°48′49″N 7°3′41″E / 45.81361°N 7.06139°E
大謝爾山（義大利語：Grande Rochère），是意大利的山峰，位於該國西北部，由瓦萊達奧斯塔大區負責管轄，屬於本寧阿爾卑斯山脈的一部分，海拔高度3,326米。